# Список королівських корон
Список королівських корон - списку головних уборів монархів. Ці королівські регалії в різних (не європейських) країнах можуть мати різні назви. Але в міжнародному офіційному спілкуванні їх прийнято називати коронами. 
В списку представлені основні корони існуючих або колишніх монархій світу:
| Держава                         | Назва корони                             | Notes | Зображення |
| ------------------------------- | ---------------------------------------- | --- | ---------- |
| Албанія                         | Шолом Скандербега                        | Зберігається в Kunsthistorisches Museum, Відень (Австрія) |            |
| Бельгія                         | Бельгійська корона                       | Геральдична королівська корона з вісьмома напів-арками. |            |
| Бахрейн                         | Корона короля Бахрейну                   | |            |
| Бутан                           | Равен корона                             | |            |
| Богемія / Чехія                 | Корона Святого Вацлава                   | Зберігається в Празькому замку |            |
| Болгарія                        | Болгарська королівська корона            | Репліка корони зберігається в Національному історичному музеї, Софія |            |
| Камбоджа                        | Королівська корона Камбоджі              | Втрачена у 1970 р. |            |
| Хорватія                        | Корона Звонимира                         | |            |
| Данія                           | Корона Християна V                       | Зберігається в замку Розенборг, Данія |            |
| Данія                           | Корона Християна IV                      | Зберігається в замку Розенборг, Данія |            |
| Єгипет                          | Геральдична корона Єгипту                | |            |
| Фінляндія                       | Корона Королівства Фінляндія             | |            |
| Франція                         | Корона Карла Великого                    | З 1271 р. використовувалась як коронаційна корона. Знищена 1793 р. |            |
| Франція                         | Корона Святого Людовіка                  | Знищена 1793 р. |            |
| Франція                         | Золота корона Генріха IV                 | Знищена 1793 р. |            |
| Франція                         | Золота корона Людовіка XIII              | Знищена 1793 р. |            |
| Франція                         | Корона королеви Ганни Австрійської       | Знищена 1793 р. |            |
| Франція                         | Золота корона Людовіка XIV               | Знищена 1793 р. |            |
| Франція                         | Корона Філіпа, князя Орлеанського        | Знищена 1793 р. |            |
| Франція                         | Корона Дофіна                            | Знищена 1793 р. |            |
| Франція                         | Золота корона Людовіка XV                | Знищена 1793 р. |            |
| Франція                         | Корона Людовіка XV                       | Єдина корона французьких королів, що збереглась після Французької революції. Зберігається в Луврі                                                                                                 |            |
| Франція                         | Золота корона Людовіка XVI               | Знищена 1793 р. |            |
| Франція                         | Корона Наполеона І Бонапарта             | Зберігається в Луврі |            |
| Франція                         | Корона Наполеона III                     | Знищена 1887 р. |            |
| Франція                         | Корона імператриці Євгенії               | Зберігається в Луврі |            |
| Франція                         | Лаврова корона Наполеона                 | Знищена 1819 р. |            |
| Франція                         | Корона імператриці Жозефіни              | Знищена 1819 р. |            |
| Франція                         | Корона Карла X                           | Зберігається в базиліці Абатства Сен-Дені |            |
| Франція                         | Корона королеви Марії Терезії Савойської | Зберігається в базиліці Абатства Сен-Дені |            |
| Грузія                          | Корона Імеретинського королівства        | |            |
| Грузія                          | Грузинська корона                        | Втрачена 1930 р. |            |
| Німеччина / Баден               | Королівська корона Бадена                | |            |
| Німеччина / Гановер             | Королівська корона Гановера              | |            |
| Баварське королівство           | Корона королівства Баварії               | Зберігається в королівській Мюнхенській резиденції |            |
| Саксонське королівство          | Корона королівства Саксонії              | |            |
| Німеччина                       | Королівська корона Вюртемберга           | Зберігається в Палаці-музеї Вюртембергів |            |
| Німеччина / Королівство Пруссія | Корона Фрідріха I                        | Зберігається в Палаці Шарлоттенбург |            |
| Німеччина / Королівство Пруссія | Корона Вільгельма ІІ                     | Зберігається в Палаці Гогенцоллернів |            |
| Греція                          | Королівська корона Греції                | Зберігаються в Греції |            |
| Гаваї                           | Королівські регалії короля Гаваїв        | Зберігається в Палаці Іолані |            |
| Угорщина                        | Корона Святого Стефана                   | Зберігається в Будівлі парламенту Угорщини |            |
| Ірак                            | Геральдична корона Іраку                 | |            |
| Італія                          | Залізна корона лангобардів               | Зберігається в кафедральному Соборі Івана Хрестителя, Монца, Італія |            |
| Королівство Італія              | Геральдична корона Королівства Італії    | 1870–1946 рр. |            |
| Йорданія                        | Геральдична корона Йорданії              | |            |
| Південна Корея                  | Корони Сілли                             | Зберігаються в Національному музеї Кьонджу |            |
| Південна Корея                  | Корони Пекче                             | Зберігаються в Національному музеї Конджу |            |
| Південна Корея                  | Корони Кая                               | Зберігаються в Музеї мистецтв Хо-ам та в Національному музеї Кореї |            |
| Лаос                            | Корона короля Лаосу                      | Зберігається в Королівському Палаці в Луанґпхабанґу |            |
| Лівія                           | Геральдична корона королівства Лівія     | |            |
| Ліхтенштейн                     | Геральдична корона Ліхтенштейну          | |            |
| Люксембург                      | Геральдична корона Люксембургу           | |            |
| Мадагаскар                      | Корона королеви Ранавалуни I             | |            |
| Мадагаскар                      | Корона королеви Ранавалуни III           | |            |
| Монако                          | Геральдична корона Монако                | |            |
| Чорногорія                      | Геральдична корона Чорногорії            | |            |
| Марокко                         | Геральдична корона Марокко               | |            |
| Непал                           | Корона короля Непалу                     | |            |
| Нідерланди                      | Корона короля Нідерландів                | Зберігається в Амстердамі, використовується для коронації |            |
| Норвегія                        | Корона короля Норвегії                   | Зберігається в Нідароському соборі |            |
| Польща                          | Корона Болеслава Хороброго               | Коронаційна корона королів Польщі та Речі Посполитої. Викрадена з Кракова 1794 р. пруськими військами. Знищена пруським королем 1809 р. Репліка виготовлена у 2001-2003 рр. зберігається у Вавелі |            |
| Річ Посполита                   | Омажиальна корона                        | Викрадена з Кракова 1794 р. пруськими військами. Знищена пруським королем 1809 р. |            |
| Річ Посполита                   | Угорська корона                          | Викрадена з Кракова 1794 р. пруськими військами. Знищена пруським королем 1809 р. |            |
| Річ Посполита}                  | Шведська корона                          | Викрадена з Кракова 1794 р. пруськими військами. Знищена пруським королем 1809 р. |            |
| Річ Посполита                   | Московитська корона                      | Викрадена з Кракова 1794 р. пруськими військами. Знищена пруським королем 1809 р. |            |
| Річ Посполита                   | Корона королеви Ядвіґи                   | Викрадена з Кракова 1794 р. пруськими військами. Знищена пруським королем 1809 р. |            |
| Річ Посполита                   | Корона Казимира III                      | |            |
| Річ Посполита                   | Корона Августа ІІ                        | Зберігається в Дрезденському історичному музеї |            |
| Річ Посполита                   | Корона Августа ІІІ                       | Зберігається в Національному музеї у Варшаві |            |
| Річ Посполита                   | Корона королеви Марії Жозефіни           | Зберігається в Національному музеї у Варшаві |            |
| Португалія                      | Корона Хуана VI                          | Зберігається в Ажудському палаці |            |
| Португалія                      | Діадема Зірок                            | Зберігається в Ажудському палаці |            |
| Румунія                         | Залізна корона Румунії                   | Зберігається в Національному музеї історії Румунії |            |
| Румунія                         | Корона Румунської королеви               | Зберігається в Національному музеї історії Румунії |            |
| Російська імперія               | Велика імператорська корона              | Знаходиться в Кремлівській зброярні, в т.з. Діамантному фонді |            |
| Сербія / Чорногорія             | Корона Неманичів                         | Знаходиться в Імператорській Скарбниці, Відень. |            |
| Сербія / Югославія              | Сербська корона Карагеоргієвичів         | Зберігається в Сербії |            |
| Іспанія                         | Іспанська корона                         | Знаходиться в Королівському палаці в Мадриді |            |
| Швеція                          | Корона Еріка XIV                         | Знаходиться в Королівському палаці в Стокгольмі |            |
| Сирія                           | Геральдична корона Сирії                 | |            |
| Таїланд                         | Велика корона Перемоги                   | Зберігається у Великому палаці, Бангкок |            |
| Тонга                           | Корона короля Тонга                      | |            |
| Україна                         | Корона Святого Ярополка                  | Зображення корони Св. Ярополка збереглось в Молитовнику Гертруди |            |
| Україна                         | Корона Святого Володимира                | |            |
| Україна                         | Давньоукраїнська корона                  | |            |
| Україна                         | Корона Руського королівства              | Оригінал втрачено. Репліка зберігається в Золочівському замоку |            |
| Україна                         | Шапка Мономаха                           | Перебуває в Кремлівській зброярні, в т.з. Діамантному фонді |            |
| Велика Британія                 | Корона Святого Едуарда                   | Зберігається у Лондонському Тауері |            |
| Велика Британія                 | Корона Британської імперії               | Зберігається у Лондонському Тауері |            |
| Велика Британія                 | Діамантова корона королеви Вікторії      | Зберігається у Лондонському Тауері |            |
| Велика Британія                 | Корона Георга I                          | Зберігається у Лондонському Тауері |            |
| Велика Британія                 | Коронаційна корона Георга IV             | Зберігається у Лондонському Тауері |            |
| Шотландія                       | Корона Шотландії                         | Корона зберігається в Единбурзькому замку як частина регалій Шотландії |            |